# 中村勘三郎 (第十八代)
第十八代中村勘三郎（日语：／ Jūhachidaime Nakamura Kanzaburō，1955年5月30日—2012年12月5日），本名波野 哲明，屋號中村屋，定紋為角切銀杏，生於日本東京都，著名歌舞伎演員。

## 生平
波野出身於歌舞伎世家，其父為十七代目中村勘三郎，外祖父為六代目尾上菊五郎。他是家中長子，其妹波乃久里子是著名演員。
2012年12月5日因急性呼吸窘迫综合症逝世。享年57歲。